# کوکس
شهر کوکس (به آلبانیایی: Kukës) مرکز استان کوکس آلبانی است.
این شهر در کوهستان‌های شمال آلبانی و در نزدیکی مرز Serbia قرار دارد و جمعیت آن در حدود ۱۶ هزار نفر است. (برآورد ۲۰۰۳).
کوکس به خاظر نقشش در نزاع کوزوو در دهه ۱۹۹۰ شهرت یافت. این شهر در آن کشمکش، ۱۵۰ هزار پناهنده را پذیرفت.
این امر باعث شد تا کوکس در سال ۲۰۰۰ نخستین شهری باشد که نامزد جایزه صلح نوبل شد.